# Gerard van Velde
Gerard Pieter Hendrik van Velde né le 30 novembre 1971 à Wapenveld est un ancien patineur de vitesse néerlandais.

## Biographie
Il est spécialiste des courtes distances (500 et 1 000 m). Gerard van Velde a participé à trois éditions des Jeux olympiques d'hiver en 1992, 1994 et 2002, édition dans laquelle il s'est offert le titre olympique du 1 000 m en battant le record du monde de plus d'une demi-seconde. Après avoir mis à terme à sa carrière en 2008, il est devenu entraîneur pour le compte de l'APPM.

## Palmarès

### Jeux olympiques
- Albertville 1992 : 5e au 500 m et 4e au 1 000 m
- Lillehammer 1994 : 21e au 500 m et 9e au 1 000 m
- Salt Lake City 2002 :  Médaille d'or au 1 000 m et 4e au 500 m

### Autres
- Championnats du monde de sprint
  -  Médaille d'argent à Calgary en 2003.
- Championnats du monde simple distance
  -  Médaille d'argent au 1 000 m à Berlin en 2003.

- Coupe du monde
  - 36 podiums individuels dont 6 victoires.

## Records personnels
| Épreuve | Temps         | Date |
| ------- | ------------- | ---- |
| 500 m   | 34 s 59       | 2004 |
| 1 000 m | 1 min 07 s 18 | 2002 |
| 1 500 m | 1 min 48 s 53 | 2004 |